# Quaestiones naturales
Quaestiones naturales ('natuurkundige onderzoekingen') is een werk over natuurverschijnselen van de Romeinse stoïcijn Lucius Annaeus Seneca in zeven boeken. Hij schreef het na zijn verwijdering van keizer Nero aan het eind van zijn leven (ca. 62-64 n.Chr.).
Het werk handelt over aardbevingen, onweer, meteoren, kometen, wolken, regenbogen, neerslag, wind... Ook de Nijl, die hij bezocht had, komt aan bod. Met de Meteorologika van Aristoteles is Quaestiones naturales een van de weinige bewaarde boeken die de opvattingen van de ouden over deze fenomenen inzichtelijk maken. Seneca geeft niet alleen zijn eigen visie maar haalt ook regelmatig andere auteurs aan. Aan de natuurkundige uitleg koppelt hij ethische uitweidingen en implicaties.

## Uitgave
- Harry M. Hine (red.), L. Annaei Senecae Naturalivm qvaestionvm libros, 1996

## Nederlandse vertalingen
- Seneca. Natuurverschijnselen, vertaald door John Nagelkerken, 2008, ISBN 9789055739295
- De (Zedige) Werken van L. Annaeus Seneka, vertaald door Jan Hendrik Glazemaker, vol. III, 1661